# Sphindus carbonarius
Sphindus carbonarius is een keversoort uit de familie slijmzwamkevers (Sphindidae). De wetenschappelijke naam van de soort werd in 1928 gepubliceerd door Pierre Lesne.